# 龙 (杂志)
《龙》（Dragon）是角色扮演游戏龙与地下城及有关产品的两本官方资源材料杂志之一，另一本为《地下城》。TSR原先为接替公司早期出版物《The Strategic Review》，而在1976年退出此纸质月刊杂志。最后一期纸质刊为第359期，于2007年9月发行.。2007年8月中旬，即最后一期纸制刊出货后不久后，Wizards of the Coast（Hasbro, Inc.的一部分）成为了该出版物的知识产权持有人，并以在线杂志形式重新推出《龙》，并延续了纸质版的刊号（如2013年1月刊为第419期）。

## 脚注
1. ↑  . 2007-04-19  [2009-03-23]. （原始内容存档于2021-01-25）.
2. ↑  . 2007-04-20  [2009-03-23]. （原始内容存档于2021-01-25）.
3. ↑  .   [2014-07-10]. （原始内容存档于2012-02-29）.